# 3635-ös mellékút (Magyarország)
A 3635-ös számú mellékút egy majdnem pontosan 10,5 kilométeres hosszúságú, négy számjegyű mellékút Szabolcs-Szatmár-Bereg vármegye délnyugati részén; a 38-as főúttól húzódik dél felé, Nyírtelekhez és Nagycserkeszhez tartozó különálló településrészeket, lakott külterületeket összekapcsolva.

## Nyomvonala
A 38-as főútból ágazik ki, annak a 24+100-as kilométerszelvénye közelében, dél felé, Nyírtelek és Gávavencsellő határvonalán, az előbbi községhez tartozó Varjúlapos településrész északkeleti szélénél. Nagyjából fél kilométeren át húzódik a belterület keleti szélén, majd 1,8 kilométer után eléri a Budapest–Sátoraljaújhely-vasútvonal és a Ohat-Pusztakócs–Nyíregyháza-vasútvonal közös szakaszát. Előbb kiágazik belőle északnyugat felé a 36 318-as mellékút Görögszállás vasútállomás kiszolgálására, s ugyanott – egy rövid szakasz erejéig – délkeletnek fordul, majd az állomás térségének délkeleti szélét elhagyva visszafordul nyugatnak, átszeli a vágányokat és hamarosan visszatér a korábban elhagyott nyomvonalhoz. A harmadik kilométere táján, összességében majdnem egy kilométernyi hosszban Belegrád településrész lakott területének keleti részén húzódik végig, majd 4,6 kilométer után Görögszállás északi szélét éri el, és jó másfél kilométeren át e településrész házai közt húzódik.
A 6+350-es kilométerszelvénye közelében éri el Görögszállás déli szélét, s szinte ugyanott át is lép Nagycserkesz területére. Púposhalom, majd Bánfibokor és Lakatosbokor nevű külterületi településrészek házai között folytatódik, utolsó pár száz méternyi szakaszát pedig Tamásbokor lakott területén teljesíti. E településrész központjában ér véget, beletorkollva a 3612-es útba, annak a 41+250-es kilométerszelvénye közelében.
Teljes hossza, az országos közutak térképes nyilvántartását szolgáló kira.kozut.hu adatbázisa szerint 10,470 kilométer.

## Települések az út mentén
- Varjúlapos (Nyírtelek része)
- Görögszállás (Nyírtelek része)
- Belegrád (Nyírtelek része)
- Púposhalom (Nagycserkesz része)
- Bánfibokor (Nagycserkesz része)
- Lakatosbokor (Nagycserkesz része)
- Tamásbokor (Nagycserkesz része)